# Bernard-René Jordan de Launay

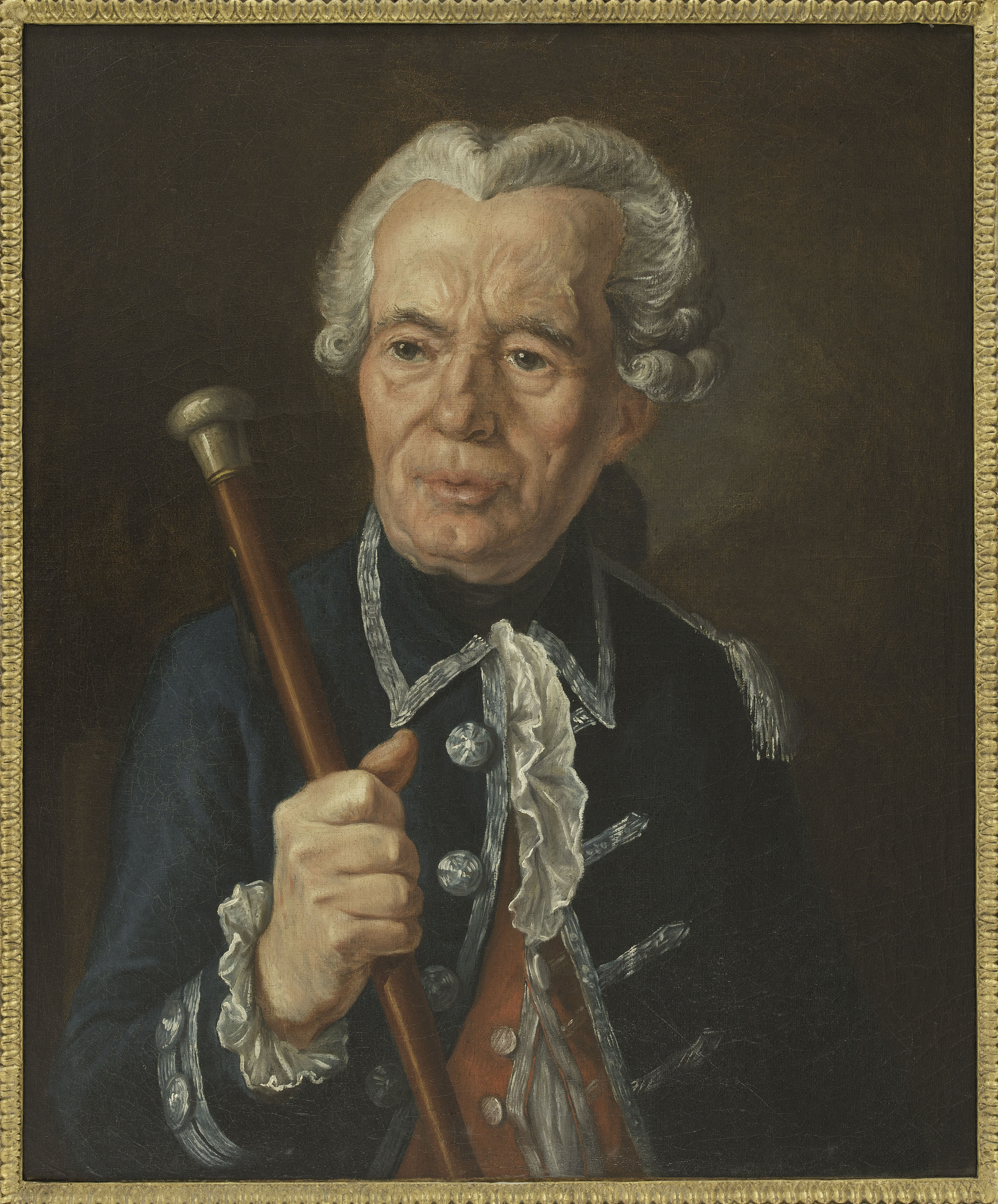
Bernard-René Jordan de Launay

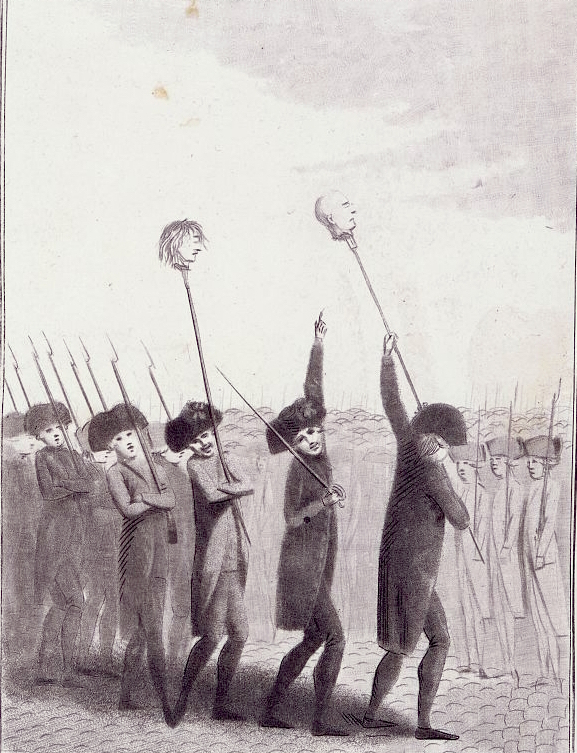
Französische Soldaten oder Milizionäre tragen die Köpfe von de Launay (rechts) und Jacques de Flesselles auf Piken

Bernard-René Jourdan, Marquis de Launay, nach eigener Signatur auch de Launey geschrieben, Vorname auch Jordan (* 8. April 1740 in Paris; † 14. Juli 1789 in Paris) war ein französischer Adliger aus Paris und der letzte Kommandant der Bastille in Paris (1776–1789). De Launay gilt als das erste prominente Opfer der Französischen Revolution.

## Leben
Seine Eltern waren René Jourdan de Launay, Chevalier des Ordre royal et militaire de Saint-Louis, Kommandant der Bastille (1718 bis 1749), und Charlotte Renée Aubry d’Armanville. Jourdan folgte Antoine-Joseph Chapelle de Jumilhac 1776 in das Amt des Kommandanten. So war er auch zu Beginn der Französischen Revolution Kommandant (Titel des Chefs der Bastille ursprünglich frz. capitaine, dann commandant (‚Befehlshaber‘ der Besatzung), zuletzt gouverneur (‚Leiter‘; unter Heinrich IV. getrennte Ämter)) des Gefängnisses der Bastille und befehligte die kleine, dort stationierte Garnison.

## Sturm auf die Bastille
Am Tag der Erstürmung der Bastille, dem 14. Juli 1789, bewachte sie jedoch nur noch sieben Gefangene. De Launay war mit der Situation des Aufstands überfordert. Er ließ zunächst auf die Aufständischen schießen, wollte die Festung aber später doch übergeben. Aus ungeklärten Gründen kam es jedoch zu einer weiteren Schießerei, bei der über 80 Menschen (insgesamt 98 Tote) starben. Schließlich hisste De Launay eine weiße Fahne und ergab sich mit seinen Leuten der Volksmenge. Nach der Gefangennahme sollte er von Pierre Augustin Hullin (Soldat, * 6. September 1758 in Paris; † 9. Januar 1841 in Paris), einem der Anführer der Aufständischen, zum Rathaus gebracht werden. Auf dem Weg dorthin wurde er von einer aufgebrachten Menschenmenge attackiert und schließlich auf dem Place de Grève mit mehreren Messer- und Bajonettstichen und einem Schuss getötet, nachdem er, um sich zu verteidigen, einem arbeitslosen Koch in den Unterleib getreten hatte. Ein Metzger und späterer Revolutionär (Mathieu Jouve Jourdan, gen. Coupe-Têtes (‚Kopfabschneider‘)), schlug ihm den Kopf ab, der dann auf einer Stange zum Rathaus getragen wurde. 